# Leokadia Krajewska
Leokadia Krajewska, z domu Kubanowska (ur. 12 stycznia 1928 w Wirowie, zm. 9 sierpnia 2020) – polska milicjantka.

## Życiorys
Córka Czesławy Kubanowskiej. W latach 1945–1949 jako jedna z pierwszych kobiet milicjantek z Kompanii Ruchu Drogowego Milicji Obywatelskiej (MO) kierowała ruchem drogowym na pozbawionych semaforów skrzyżowaniach w Warszawie. W tym okresie stała się znana jako „Lodzia Milicjantka” lub „Lodzia milicjantka”. Od 1949 do 1973 pracowała w Komendzie Stołecznej Milicji Obywatelskiej.
Była jednym z symboli powojennej Warszawy. Bohaterka zdjęć i artykułów prasowych. Była honorowym gościem sylwestrowego balu przodowników pracy w 1948 roku; na zorganizowanej w Prezydium Rady Ministrów imprezie zatańczyła pierwsze tango z premierem Józefem Cyrankiewiczem. Przeszła na emeryturę we wrześniu 1973 w stopniu porucznika milicji.
Została pochowana w grobowcu rodzinnym na cmentarzu komunalnym Północnym w Warszawie. 

## Życie prywatne
Wyszła za mąż za Edmunda Krajewskiego, pułkownika MO. 

## Odznaczenia
- Krzyż Kawalerski Orderu Odrodzenia Polski (1971)[7]
- Złota Odznaka honorowa „Za Zasługi dla Warszawy” (1970)[8]